# 中村博愛
中村 博愛（なかむら ひろなり / ひろやす、1844年2月17日〈天保14年12月29日〉 - 1902年〈明治35年〉10月30日）は、幕末の薩摩藩士、明治期の外交官・官僚・政治家。元老院議官、貴族院勅選議員、錦鶏間祗候。旧名・宗見、変名・吉野清左衛門。

## 経歴
薩摩藩士の家に生まれる。長崎の長崎養生所でオランダ軍医・アントニウス・ボードウィンから医学を学ぶ。帰藩し開成所で英学を学ぶ。薩摩藩第一次英国留学生に選ばれ、元治2年3月22日（1865年4月17日）吉野清左衛門と変名して鹿児島から密出国し、イギリスで化学を学ぶ。慶応2年1月（1866年）シャルル・ド・モンブラン伯爵の勧めで田中静洲と共にフランスへ留学。明治元年（1868年）帰国し藩の開成所でフランス語を教授した。
明治2年6月22日（1869年7月30日）西郷従道、山縣有朋の欧州視察に通弁官として随行を命ぜられ、明治3年8月（1870年）に帰国。同年11月5日（12月26日）兵部省出仕となる。以後、工部省出仕、製鉄助、製鉄権頭、製作権頭などを歴任。
1873年10月25日、外務省に転じ二等書記官・魯国公使館在勤となる。以後、マルセイユ領事、外務一等書記官・露国公使館在勤、イタリア公使館在勤、在イタリア臨時代理公使、外務大書記官、兼書記課長、兼統計委員、外務省会計主務、同会計局長、弁理公使・オランダ在勤、兼デンマーク公使を歴任し、1888年7月27日に帰国。
1890年6月12日、元老院議官に就任。同年10月20日、元老院が廃止され非職となり錦鶏間祗候を仰せ付けられた。1891年12月22日、貴族院勅選議員に任じられ、死去するまで在任した。

## 栄典・授章・授賞
位階
- 1885年（明治18年）6月5日 - 正五位[7]
- 1886年（明治19年）10月28日 - 従四位[8]

勲章等
- 1885年（明治18年）6月13日 - 勲四等旭日小綬章[9]
- 1886年（明治19年）1月30日 - 勲三等旭日中綬章[10]
- 1889年（明治22年）11月25日 - 大日本帝国憲法発布記念章[11]

外国勲章佩用允許
- 1886年（明治19年）12月28日 - デンマーク王国：ダンネブロ勲章コマンドル・プレミエルクラス[12]

## 墓所・霊廟・銅像

若き薩摩の群像

昭和57年（1982年）、鹿児島中央駅前東口広場に彫刻家の中村晋也が制作した薩摩藩英国留学生の像『若き薩摩の群像』の一人として銅像が建てられている。